# Glitter (Benee)
Glitter è un singolo della cantante neozelandese Benee, pubblicato il 3 luglio 2019 come quarto estratto dal primo EP Fire on Marzz.

## Tracce
Testi e musiche di Stella Rose Bennett, Joshua Fountain e Jason Schoushkoff.
1. Glitter – 3:00

## Formazione
- Benee – voce
- Josh Fountain – produzione
- Joe LaPorta – mastering
- David Wrench – missaggio

## Classifiche

### Classifiche settimanali
| Classifica (2020) | Posizione massima |
| ----------------- | ----------------- |
| Australia         | 20                |
| Nuova Zelanda     | 3                 |

### Classifiche di fine anno
| Classifica (2020) | Posizione |
| ----------------- | --------- |
| Australia         | 49        |
| Nuova Zelanda     | 7         |